# Oldenburgische Landesbank
Oldenburgische Landesbank Aktiengesellschaft (OLB) è un istituto finanziario con sede nel nord-ovest della Germania, che serve i suoi clienti in tutta la Germania con i due marchi OLB Bank e Bankhaus Neelmeyer. La sede centrale è a Oldenburg.
L'OLB è stata fondata nel 1869 dalla banca di Francoforte Erlanger & Sons con il privilegio di emettere banconote. Il suo primo direttore era Lorenz Zuckermandel. Le aree di attività dell'istituto comprendono il business dei clienti privati, tra cui il private banking e la gestione patrimoniale, e il business di clienti aziendali e commerciali, prestiti specializzati, ad esempio  nel settore degli immobili commerciali o finanziamenti per acquisizioni, e anche l'intermediazione di immobili di proprietà, contratti di mutuo edilizio e assicurazioni.

Logo fino ad agosto 2019

OLB mantiene un'ampia rete di sedi, che si concentra sulla parte nord-occidentale della Germania, nota come Weser-Ems (che comprende Osnabrück Land, Emsland, Contea di Bentheim, Frisia orientale, Ammerland, Frisia, Oldenburg  e Oldenburg Münsterland), così come Brema (dal 1 luglio 2009), Bremerhaven (dal 4 ottobre 2010) e Verden (dal 4 aprile 2011). La sua prima filiale nella Renania settentrionale-Vestfalia è stata aperta il 7 novembre 2011 a Rheine.
Nel 2018 la società madre Bremer Kreditbank è stata fusa in OLB.

## Storia

### I primi anni
L'espansione della rete ferroviaria nella seconda metà del XIX secolo trasformò la città di Oldenburg in un fulcro dei trasporti e il conseguente sviluppo economico attraverso il commercio e il commercio rese inevitabile una banca a Oldenburg. La Oldenburgische Spar- und Leihbank, che esisteva dal 1845, non era in grado di soddisfare i nuovi requisiti.
L'impulso decisivo per la fondazione dell'OLB venne dal Consigliere per le finanze private di Oldenburg, Carl Wilhelm Siebold, che lavorò come segretario presso la Confederazione tedesca a Francoforte. Il suo piano cadde su un terreno fertile presso la banca di Francoforte Erlanger & Söhne. Era prevista una società per azioni privata con il privilegio di emettere banconote. Il 15 gennaio 1869, la Oldenburgische Landesbank aprì i suoi primi locali commerciali in Ritterstrasse 9 a Oldenburg.
La concessione come banca centrale è stata estremamente generosa. La banca è stata autorizzata a emettere quattro volte il suo capitale in banconote. Inoltre, i limiti all'emissione di banconote di piccolo taglio (che erano popolari come sostituti del denaro in metallo prezioso) erano meno restrittivi rispetto alle altre banche di emissione private. Le banconote in circolazione ammontavano a 6 milioni di marchi oro.
Con la legge bancaria del 1875, le possibilità delle banche centrali private furono fortemente limitate. L'OLB avrebbe potuto emettere solo banconote fino all'importo del capitale proprio e sarebbe stato soggetto a ulteriori restrizioni. Poiché la nuova banca si era sviluppata molto bene, nel 1875 decise di non concedere il privilegio delle banconote e a favore dell'attività bancaria generale per poter espandere in futuro il bacino di utenza della banca.

### Dal 1900 alla fine della seconda guerra mondiale
Nel 1904, la Dresdner Bank rilevò la casa bancaria Erlanger & Sons e quindi anche la sua partecipazione nell'OLB.
Per poter fornire maggiore sicurezza nel turbolento periodo tra le due guerre mondiali, in particolare a seguito della crisi economica mondiale, l'OLB si è fusa con la Oldenburgische Spar-und Leihbank con effetto dal 31 dicembre 1933.

#### Ricostruzione
Il 20 giugno 1948 la riforma monetaria pose fine alla confusione del dopoguerra. I saldi bancari degli istituti di credito e degli enti pubblici erano scaduti. Per la terza volta in quasi 80 anni di esistenza l'OLB si trovava sull'orlo di un nuovo inizio. Con la ricostruzione dell’economia, l’attività di prestito a breve termine fiorì. Negli anni '50 l'OLB ampliò ulteriormente la sua rete di filiali. In questi anni crebbero le dimensioni e le prestazioni della banca, così come la portata della sua attività.

#### Gli ultimi decenni
Edificio amministrativo dell'OLB Stau 17, Oldenburg
Negli anni '70 e '80 la composizione dell'azionariato della banca cambiò significativamente in due fasi. Nel 1978 la Staatliche Kreditanstalt Oldenburg, che aveva aumentato la propria partecipazione a oltre il 25%, trasferì il 14% del capitale sociale alla Dresdner Bank. Detenevano la loro quota del 25% dal 1904 e da allora avevano gradualmente acquistato ulteriori azioni. La Dresdner Bank fu in grado di acquisire una quota di maggioranza nel capitale. Le quote dello Stato della Bassa Sassonia dell'11% e quelle della Staatliche Kreditanstalt Oldenburg furono riunite nella Oldenburgische Beteiligungsgesellschaft.
Nella primavera del 1986 le partecipazioni nel capitale azionario della Oldenburgische Landesbank AG furono così ristrutturate: Dresdner Bank AG (64,1%); quota di investitori privati, compresi gli azionisti dipendenti (10,6%); OLB-Beteiligungsgesellschaft mbH (25,3%). Le azioni della OLB-Beteiligungsgesellschaft mbH erano detenute dall'azionista principale Dresdner Bank AG con il 98,8% e da diversi investitori a lungo termine del nord-ovest con l'1,2%.
Con effetto dal 23 dicembre 2008, Allianz Deutschland ha acquisito i diritti di voto nella Oldenburgische Landesbank AG e nella OLB-Beteiligungsgesellschaft mbH precedentemente detenuti dalla Dresdner Bank. Le partecipazioni al 23 aprile 2009 erano le seguenti: Allianz Deutschland AG 64,3%, OLB-Beteiligungsgesellschaft mbH 25,3%, quota di investitori privati compresi gli azionisti dipendenti 10,4%. Le azioni della OLB-Beteiligungsgesellschaft mbH erano detenute dall'azionista principale Allianz Deutschland AG con il 98,8% e da diversi investitori a lungo termine del nord-ovest con l'1,2%.
A fine settembre 2016 Allianz ha valutato la possibilità di vendere le proprie azioni OLB. Il 23 giugno 2017 le azioni di Allianz Deutschland AG in OLB (circa il 90,2%) sono state rilevate per 300 milioni di euro da Bremer Kreditbank, sostenuta tra gli altri dall'investitore finanziario statunitense Apollo Global Management. Il nome Bremer Kreditbank è stato sciolto. L'ex sede centrale della BKB è diventata la filiale più grande della OLB.
Attraverso un processo di squeeze-out, Bremer Kreditbank ha aumentato la sua quota OLB a oltre il 95%. A tal fine gli azionisti di minoranza hanno ceduto le proprie azioni dietro compenso in denaro. Con l’iscrizione nel registro delle imprese, il 27 giugno 2018, della decisione di squeeze-out ai sensi del diritto delle società per azioni, il trasferimento è diventato effettivo e poco dopo è terminata la quotazione in borsa. Le azioni della Oldenburgische Landesbank AG sono state incluse nell'indice azionario regionale Nisax20, che comprende le 20 società quotate più importanti della Bassa Sassonia, fino alla chiusura della quotazione in borsa il 28 giugno 2018. Venivano negoziati alle Borse di Berlino, Amburgo e Hannover sul mercato regolamentato e a Düsseldorf e Francoforte sul mercato OTC.
OLB è membro della rete ATM Cashpool da aprile 2018.